# Краснооктябрське (Курська область)
Краснооктябрське (рос. Краснооктябрьское) — село в Кореневському районі Курської області Російської Федерації.
Населення становить 245 осіб. Входить до складу муніципального утворення Снагостська сільрада.
Станом на 22 серпня 2024 року, за даними DeepState, перебуває під контролем ЗСУ.

## Історія
Населений пункт розташований на території українського етнічного та культурного краю Східна Слобожанщина.
Від 2004 року входить до складу муніципального утворення Снагостська сільрада.

## Населення
| 2002 | 2010 |
| ---- | ---- |
| 307  | ↘245 |